# Nikolai Terteryan
Nikolai Terteryan (Ereván, Armenia, 19 de junio de 2001) es un deportista danés de origen armenio que compite en boxeo. En los Juegos Europeos de Cracovia 2023 consiguió una medalla de oro en la categoría de 71 kg.

## Palmarés internacional
| Juegos Europeos | Juegos Europeos     | Juegos Europeos | Juegos Europeos |
| Año             | Lugar               | Medalla         | Categoría       |
| --------------- | ------------------- | --------------- | --------------- |
| 2023            | Nowy Targ (Polonia) | Medalla de oro  | 71 kg           |